# Д’Аспре, Константин
Константин Гилиан Карл барон д’Аспре фон Гообрек (нем. Konstantin Ghilian Karl Freiherr d’Aspre von Hoobreuck; 1789—1850) — австрийский фельдцейхмейстер, сын фельдмаршал-лейтенанта Константина Гилиана Карла барона д’Аспре фон Гообрейка, которому в сражении при Ваграме оторвало ядром руку, вследствие чего он и умер во время переезда в Брюнн, 7 июля 1809 года.

## Биография
Родился в Брюсселе 18 декабря 1789 года. В 1806 году поступил на службу в армию Австрийской империи. Был адъютантом эрцгерцога Карла. В 1809 и 1813—1815 годах участвует в Наполеоновских войнах. Участник сражений под Ваграмом и Лейпцигом. С конца 1813 года служит в Италии под командованием фельдмаршала Беллегарда. В 1815 году участвовал в кампании против Мюрата. Открыл путь в Неаполь удачным нападением на лагерь в Миньяно.
Под командованием генерала кавалерии Фримона участвовал в контрреволюционных интервенциях: в 1821 году в Королевство обеих Сицилий; в 1831 году в Романье.
В 1833 году, в чине генерала, направлен в Богемию, в 1836 году — в Тироль. С 1840 года снова в Италии, в звании фельдмаршал-лейтенанта и командира дивизии. В августе 1846 года назначен командиром 2-го армейского корпуса в Падуе. 
В начале революции, в марте 1848 года выступает на соединение с армией фельдмаршала Радецкого. 28 мая занял Мантую. После соединения с Радецким, участвует в сражениях при Куртатоне, Монте-Берико, Кустоце. После капитуляции Милана, 16 августа занимает Брешию. К 27 августа вытеснил волонтёров Гарибальди из Ломбардии в Швейцарию .
13 марта 1849 года получил чин фельдцейхмейстера. Отлично командовал корпусом в сражениях при Мортаре и Новаре. В реляции Радецкого был назван первым из первых.
Получив командование войсками в Парме, вторгся в Тоскану и 10—11 мая взял штурмом Ливорно. Затем участвует в контрреволюционной интервенции в Папскую область. Преследовал отряд Гарибальди после падения Римской республики. 
С октября 1849 года командует 6-м армейским корпусом. Скончался 24 мая 1850 года в штабе корпуса в Падуе.

## Награды
- Военный орден Марии Терезии, командорский крест (1849)
- Военный орден Марии Терезии, рыцарский крест (1815)
- Константиновский орден Святого Георгия, большой крест (Королевство Обеих Сицилий)
- Орден Святого Фердинанда и Заслуг, большой крест (Королевство Обеих Сицилий)
- Орден Святого Георгия и Воссоединения, командорский крест (Королевство Обеих Сицилий)
- Орден Святых Маврикия и Лазаря, офицерский крест (Сардинское королевство
- Орден Святого Григория Великого, командорский крест (Святой Престол)
- Орден Святого Иосифа, командорский крест (Великое герцогство Тосканское)
- Орден Святого Георгия 4-й степени (16(28).09.1848, Россия)
- Орден Святого Владимира 4-й степени (Россия)